# Демодулатор
Демодулатор је електронски уређај који издваја користан сигнал информације из модулисаног сигнала високе фреквенције.
Да би се сигнал информације пренио кроз медијум, он је у модулатору комбинован са носиоцем, обично више фреквенције. На пријемној страни демодулатор уклања носилац, остављајући корисну информацију. Демодулација је дакле процес обрнут модулацији.
Демодулатори се често називају детектори, а у оптицају је и трећи синоним дискриминатори, који се ипак ексклузивно користи за детекторе фреквентно модулираних сигнала.

## Врсте демодулатора
Пошто су главни типови модулације амплитудна и фреквентна модулација, то се и детектори дијеле на амплитудне и фреквентне.

## Амплитудни демодулатор
Амплитудни демодулатори или детектори се примјењују за демодулацију амплитудно-модулираних или немодулираних осцилација. Такве осцилације су најчешће непрекидне, али могу бити и импулсног типа (као немодулирана телеграфија или АМ радар).

### Диодни демодулатор
Постоје два основна типа диодног демодулатора: детектор са серијским (редним) оптерећењем и детектор са паралелним оптерећењем. Први тип се користи за основну демодулацију, а други за аутоматску регулацију појачања или регулацију фреквенције локалног осцилатора радио-пријемника.
Пошто је диода нелинеарни елемент, нелинеарно мијешање фреквенција се одиграва у њој када су два или више сигнала доведена на њен улаз. Због тога излазни сигнал садржи улазне фреквенције, њихове хармонике и њихове суме и разлике. Примјеном филтера који пропушта ниске фреквенције на излазу, сигнал информације се може издвојити а некорисне више фреквенције потиснути. Филтер је често обични RC (отпорник-кондензатор) члан. 
Временска константа члана мора бити одабрана тако да не долази до изобличења сигнала. Ако је константа прекратка, излазни напон ће бити серија импулса (позитивне полупериоде високофреквентног сигнала). Ако је константа сувише дуга, излазни сигнал не може правовремено да прати промјене амплитуде АМ сигнала и долази до дијагоналног одсијецања излазног напона.
Ова врста демодулатора се понекад назива и вршни детектор (енгл. peak-detector) или детектор енвелопе зато што детектује врхове улазне енвелопе сигнала.
У радио-пријемницима се дио излазног сигнала диодног демодулатора користи за аутоматску регулацију појачања у степену високофреквентног појачања и/или међуфреквентном степену. Овај сигнал је са RC чланом временске константе од неколико секунди претворен у релативно споро-мијењајући сигнал, који је користан за ублажавање посљедица периодичне промјене јачине сигнала (фејдинга).

### Детекција на решетки, гејту или бази
Решеткина детекција је често кориштена у раном периоду радио-технике у пријемницима са малим бројем електронских цијеви. Предност је била у појачању које се добијало уз детекцију у једној цијеви. Уз то, могла се примијенити и позитивна реакција, која је повишавала селективност и појачање кола са решеткиним детектором. Мана кола је изобличење сигнала веће улазне амплитуде.
Функцију диоде је вршила секција решетка-катода електронске цијеви, а сигнал је појачан стизао на аноду. У анодном колу је смјештен и RC члан, који издваја користан сигнал ниске фреквенције.
Сличне шеме су кориштене и за неке модерније радио-пријемнике са транзисторима са ефектом поља (ФЕТ) или биполарним транзисторима.

### Детекција на аноди, дрејну или колектору
Кориштена је углавном у раном периоду радио-технике. Добра страна је висока улазна отпорност. Електронска цијев ради са великим негативним преднапоном прве решетке, па у одсуству сигнала не тече анодна струја (или је мала). Само позитивне полупериоде улазног сигнала производе пулсеве анодне струје и тиме се постиже исправљачко дјеловање. Нископропусни филтер у анодном колу пропушта даље само корисни сигнал ниске фреквенције.
Могућ је и рад без одсијецања анодне струје, ако се користи нелинеарни дио (кољено) Ia-Ug карактеристике. Позитивне полупериоде улазног сигнала ће произвести веће промјене импулса анодне струје него негативне. Улазна отпорност кола је међутим мања, јер је средња вриједност анодне струје већа.
Овакав начин демодулације је могућ и са транзисторима. Корисни сигнал се доводи на гејт или базу, а издваја на дрејну или колектору.

### Балансирани демодулатор
Ова врста демодулатора се обично примјењује за демодулацију АМ сигнала са једним бочним појасом (енгл. Single Side Band, SSB). Састоји се од фреквентног миксера са 4 диоде и 2 високофреквентна трансформатора са средњим изводом. Код балансираног демодулатора, међуфреквентни сигнал и сигнал из БФО осцилатора (енгл. BFO, Beat-frequency oscillator) се мијешају у демодулатору, а излазно коло је подешено на фреквенцију корисне информације.

## Фреквентни демодулатор
Фреквентни детектори демодулирају фреквентно модулиране осцилације. Често имају обједињен амплитудни детектор и претварач модулације.
ФМ демодулатори су кола која производе излазни сигнал који је пропорционалан тренутној фреквенцији сигнала на свом улазу.

### Дискриминатори (раздвајачи)
Фреквентни дискриминатори са осцилаторним колима прво претварају фреквентно модулисани сигнал у амплитудно модулисани сигнал, а затим врше демодулацију АМ енвелопе са обичним диодним детекторима.
Прве три врсте описаних фреквентних демодулатора захтијевају амплитудни ограничавач (лимитер) повезан прије улаза, пошто су осјетљиви и на промјене амплитуде, а не само фреквенције. Лимитер одсијеца врхове претходно појачаног сигнала, обезбјеђујући константну амплитуду.

#### Детектор са раздешеним осцилаторним колом
Детектор са раздешеним осцилаторним колом (енгл. slope detector) је најједноставнија форма фреквентног дискриминатора. Састоји се од осцилаторног кола подешеног на фреквенцију нешто испод (или изнад) фреквенције улазног сигнала, са додатим диодним демодулатором. Промјена фреквенције улазног сигнала мијења индуцирани напон у осцилаторном колу демодулатора како се сигнал приближава или удаљава од резонантне фреквенције улазног кола. Тиме се мијења излазни АМ напон.

#### Дискриминатор са два раздешена кола
Дискриминатор са два раздешена кола (енгл. balanced slope detector) је у ствари паралелно везани двоструки детектор са раздешеним осцилаторним колом, од којих сваки добија сигнал 180 степени фазно помјерен у односу на други. Фазни помак је постигнут са трансформатором са средњим изводом. Секције трансформатора су улазне завојнице сваког демодулатора. Један демодулатор је подешен на фреквенцију изнад међуфреквенције а други испод. Када је улазна фреквенција једнака међуфреквенцији, излазни сигнал оба демодулатора је једнак. При промјени фреквенције надоље или нагоре, излазни сигнали два демодулатора биће неједнаки.

#### Фазни дискриминатор или Фостер-Силијев (Foster-Seeley) дискриминатор
Понекад се назива и дискриминатор са фазним помаком. Његова операција је врло слична раду претходно описаног дискриминатора. При подешавању ове врсте дискриминатора, излазни напон мора бити једнак нули када улазни сигнал има фреквенцију једнаку међуфреквенцији.

#### Ратио детектор
Предност ратио детектора (енгл. ratio detector) је релативна неосјетљивост на промјене амплитуде улазног сигнала, па лимитер није нужан. Као и код Фостер-Силијевог дискриминатора, постоји само једно осцилаторно коло на страни секундара трансформатора. Рад му је сличан, али је излазни напон на међуфреквенцији једнак половини највећег могућег излазног сигнала а не нули.

### Фазно затворена петља
Нарочита новија врста детектора подесна за детекцију фреквентно модулираних сигнала је замка фазне синхронизације (фазно затворена петља, енгл. Phase-locked loop, PLL). ФЗП не захтијева осцилаторна кола и аутоматски компензира промјене у фреквенцији носиоца због нестабилности осцилатора предајника.
Рад демодулатора је сљедећи: претпоставимо да је средња фреквенција напонски-управљаног осцилатора једнака међуфреквенцији. Ако је улазни ФМ сигнал једнак међуфреквенцији, фазни детектор производи излазни сигнал грешке који је једнак нули. Послије филтрирања и појачавања, излазни сигнал је исто једнак нули. При било којем отклону улазне фреквенције од међуфреквенције, фазни детектор ће произвести сигнал грешке и излаз меће бити једнак нули. Појачани и филтрирани сигнал грешке је корисни сигнал фреквентно модулиране информације.
Топологија једне врсте мјешача који се може користити у демодулатору се назива Гилбертов ћелијски мјешач. Он се користи јер је много лакша имплементација у CMOS дизајну (супротно пасивним мјешачким технологијама као што је диодни прстенасти мјешач).